# Beamys hindei
Beamys hindei is een zoogdier uit de familie van de Nesomyidae. De wetenschappelijke naam van de soort werd voor het eerst geldig gepubliceerd door Thomas in 1909.